# Ďábel medvědovitý
Ďábel medvědovitý (Sarcophilus harrisii), známý též jako tasmánský čert, původními obyvateli Tasmánie nazýván purinina, je jediný žijící druh rodu Sarcophilus a od vyhubení vakovlka roku 1936 i největší žijící dravý vačnatec. Vzhledem připomíná malého, ale nadměrně svalnatého a zavalitého psa. V současné době již žije pouze v Tasmánii, jeho kosterní pozůstatky však lze nalézt prakticky po celé Austrálii (na australské pevnině vyhynul zhruba 400 let před příchodem prvních evropských osadníků v roce 1788). Charakteristickými znaky jsou černá srst, velmi hlasitý hlasový projev a dravý způsob příjmu potravy. Je to zpravidla samotářské zvíře, ačkoli u potravy se jich schází více. Má dosti neoprávněnou pověst zákeřného a extrémně zuřivého zvířete, nicméně faktem je, že ve stresujících podmínkách či zahnáno do kouta dokáže, jako každé zvíře, opravdu zuřivě a nesmiřitelně bojovat. V Tasmánii, kde na ně lidé pohlíželi jako na škůdce domácích zvířat, byli hubeni až do roku 1941, kdy je vláda začala chránit. Na konci 90. let 20. století se mezi nimi rozšířila rakovina tváře, která velmi snížila a nadále snižuje jejich populaci; proto je od května 2008 považován za ohrožený druh a vláda začala s programy na snížení dopadu této nemoci.

## Systematika
Přírodopisec George Prideaux Robert Harris (1775 – 1810) je autorem prvního popisu tohoto zvířete, který pochází z roku 1807. Jím použité jméno bylo Didelphis ursina. V roce 1838 došlo k přejmenování na Dasyurus laniarius (autorem byl Richard Owen), až nakonec po svém přeřazení do rodu Sarcophilus druh dostal jméno Sarcophilus harrisii, neboli "Harrisův milovník masa" (autorem je Pierre Boitard). Pozdější revize systematiky, publikovaná roku 1987, se pokusila o změnu jména na Sarcophilus laniarius, ale vědecká obec toto přejmenování nepřijala pro příliš malý počet fosílií, takže jméno S. laniarius nadále přináleží toliko fosilnímu druhu. Fylogenetická analýza ukázala, že jeho nejbližším příbuzným jsou kunovci a rovněž blízkým, ač ne tak blízkým příbuzným, byl vakovlk.

## Popis

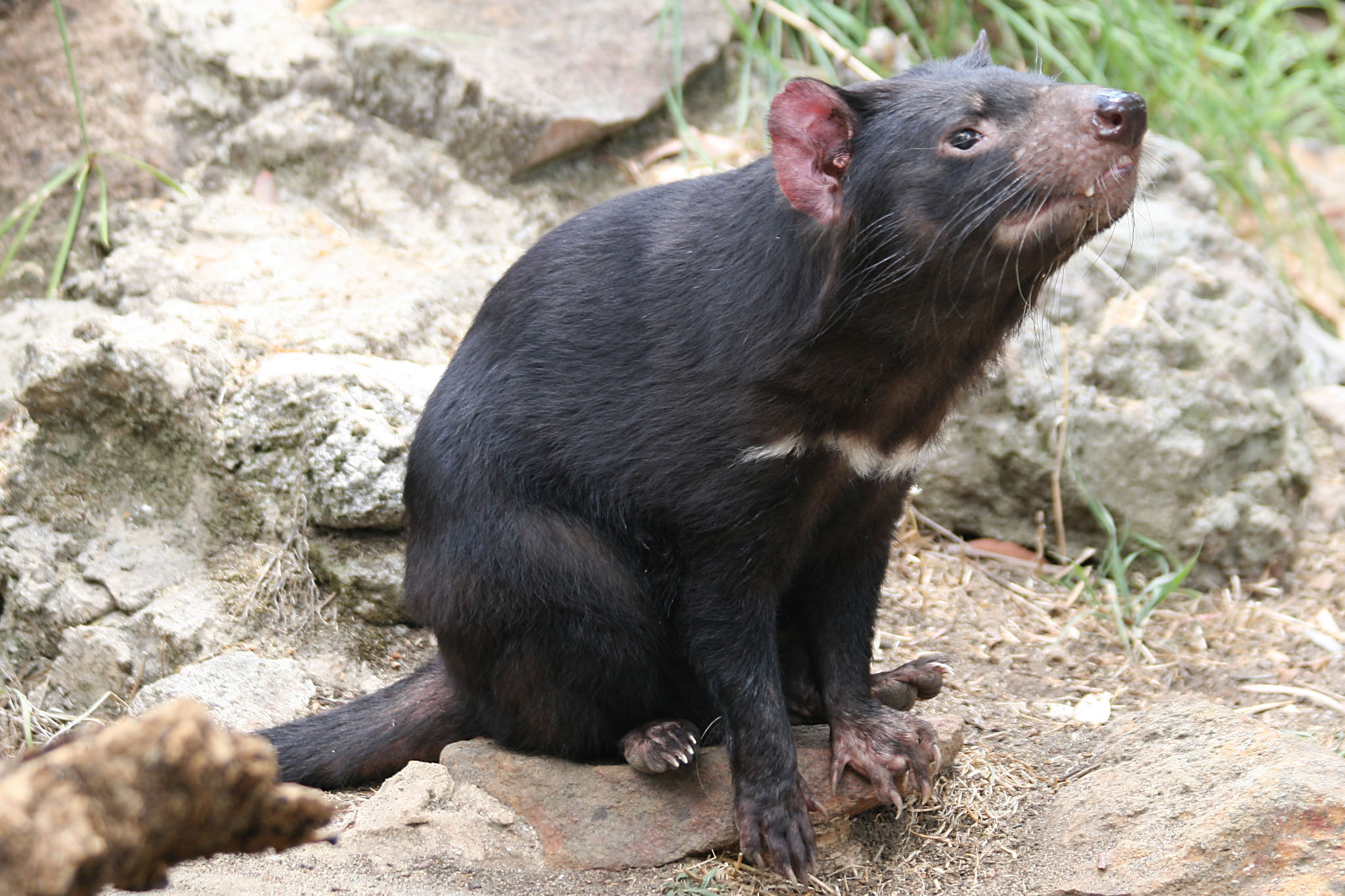
Vousy jsou pomůckou při vyhledávání kořisti

Ďábel medvědovitý je největším žijícím vačnatcem Tasmánie. Má zavalité tělo, velmi silně osvalené, velkou hlavu a ocas dosahující asi poloviny délky těla. V ocasu si také vytváří zásoby tuku, pročež podle hubeného ocasu se dá často poznat, že je zvíře nemocné. Jeho přední nohy jsou o kousek delší než zadní, což je pro vačnatce netypické. Na krátkou vzdálenost vyvine rychlost až 13 km/h. Srst je zpravidla černá, časté jsou bílé skvrny nebo pruhy na hrudi a zadku. Samci jsou větší než samice. Průměrná délka těla samce je 65,2 cm, délka ocasu 25,8 cm, váha 8 kg. U samic jsou tyto hodnoty 57 cm, 24,4 cm, a 6 kg. Průměrná délka života v přírodě je odhadována na šest let, v zajetí mohou žít o něco déle. Z obličejové části a z vrcholku hlavy vyrůstají citlivé hmatové vousy, které pomáhají zvířeti lokalizovat ve tmě kořist, jakož i jiné příslušníky druhu. Při rozrušení dokáže vylučovat silný zápach srovnatelný se skunkem. Ačkoliv dominantním smyslem je sluch, má rovněž výtečný čich. Poněvadž loví v noci, zdá se, že vidí černobíle. Právě ve tmě nejlépe vidí hýbající se objekty, vidět nehybné předměty jim činí potíže. Analýza síly stisku čelistí savců prokázala, že v poměru mezi silou skusu a velikostí těla má právě ďábel medvědovitý největší relativní sílu v čelistech mezi všemi žijícími savci. Sílu stisku je nutno připsat v poměru k tělu veliké hlavě. Má jedinou sadu chrupu, který během života stále pomalu roste.

## Rozmnožování
Samice se začnou rozmnožovat po dosažení sexuální zralosti, zpravidla v druhém roce života. Od toho okamžiku jsou plodné jednou ročně. Páří se v březnu, na skrytých místech, jak ve dne, tak v noci. Samci bojují o samice, které se následně páří s dominantním samcem. Nejsou monogamní, takže samice se může pářit s více samci, pokud je samec občas nehlídá. Po 21 dnech březosti se rodí 20–30 mláďat, z nichž každé váží 0,18–0,24 gramu. Po narození začne tuhý boj o to, kdo se z vagíny dostane do kapsy. Jakmile se do kapsy dostanou, zůstanou přisátá na bradavce dalších 100 dní. Protože se kapsa stejně jako u vombata otevírá dozadu (ďábel medvědovitý skvěle hrabe, proto nesmí být kapsa otevřena dopředu, kdy by hrozilo zanesení zeminou) je pro samici kontakt s mláďaty obtížný. Navzdory velkému počtu mláďat má samice pouhé čtyři bradavky, takže v kapse nikdy nejsou více než čtyři mláďata; jak samice stárne, mláďat ve vrhu ubývá. Přežívá více samic než samců. V kapse je vývin mláďat rychlý. V 15. dni jsou viditelná ouška, v 16. oční víčka, v 17. vousky a ve 20. rtíky. Srst narůstá od 49. dne a nejpozději 90. den jsou mláďata plně osrstěná. Krátce po osrstění, mezi 87. a 93. dnem, se otvírají oči a po 100 dnech dovedou mláďata pustit bradavku. Ve 105. dni opouštějí kapsu; váží zhruba půl kilogramu a vypadají jako zmenšené kopie rodiče. Na rozdíl od klokaních mláďat se do kapsy nevracejí a zůstávají další tři měsíce v noře, kterou opouštějí nejprve mezi říjnem a prosincem, až se nakonec od ledna stanou plně samostatnými. Samice tráví výchovou potomstva kromě šesti týdnů celý rok.

## Rozšíření a chování

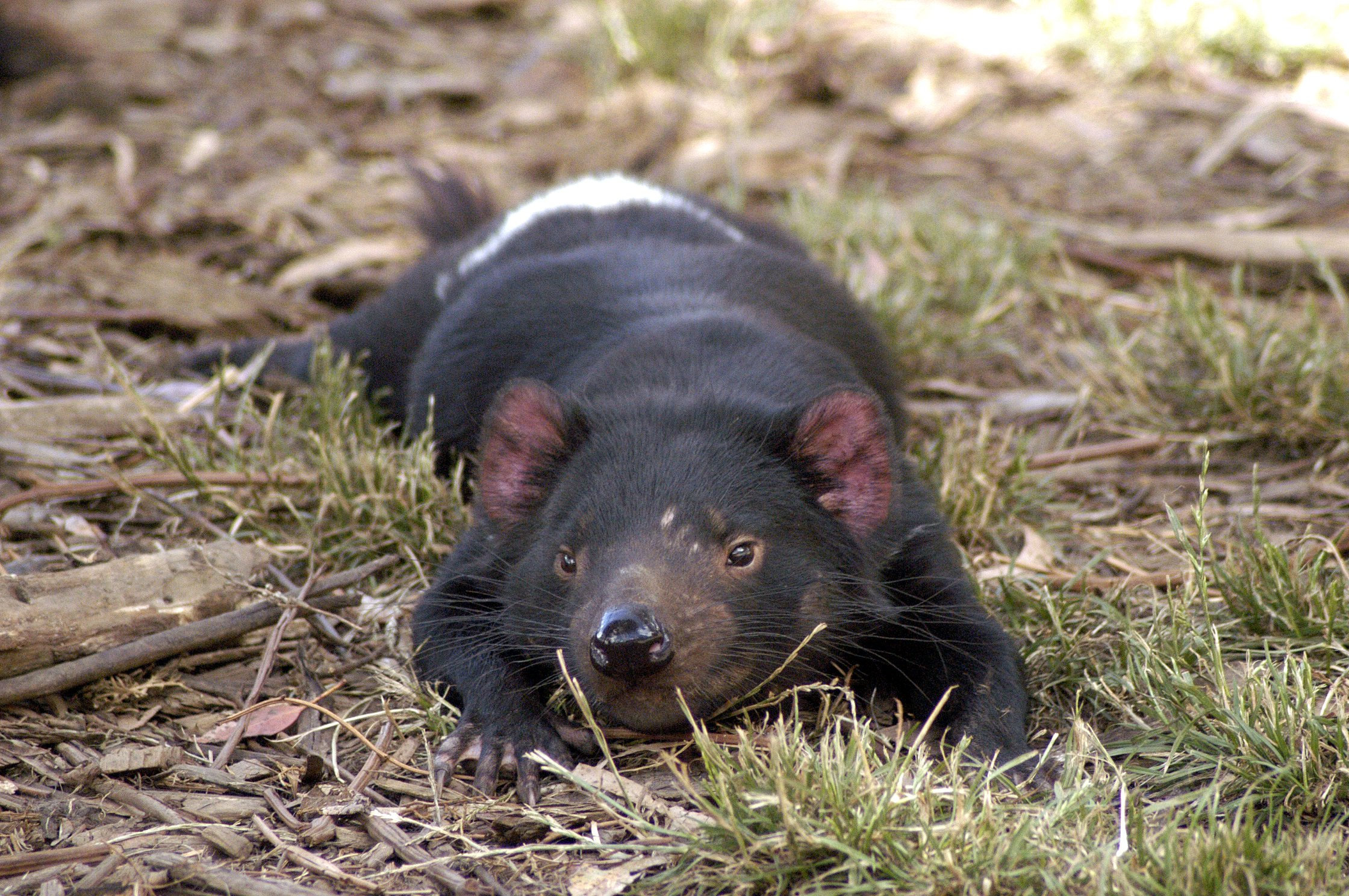
Přestože jsou nočními tvory, rádi se sluní. U levého oka je vidět jizva z boje.

Ďábel medvědovitý žije po celé Tasmánii ve všech habitatech, včetně okrajů měst. Nejraději mají suché sklerofylní lesy a pobřežní lesíky. Jsou soumračnými a nočními lovci, dny přečkávají v hustých keřích nebo v noře. Mladí jedinci dokáží šplhat na stromy, ale jak stárnou, narůstající váha jim to znesnadňuje. Jedná se o samotářské zvíře netvořící smečky. Jejich teritorium má rozlohu 8 – 20 kilometrů čtverečních, a u jednotlivých zvířat se může dosti překrývat. Rádi plavou; plaváním pod vodou unikají nebezpečí.
V roce 2020 bylo 26 jedinců vypuštěno v Barrington Tops v Austrálii ve snaze o reintrodukci druhu (na australské pevnině vymřel před staletími) a jeho záchranu před přenosnou rakovinou tváře, která decimuje jeho tasmánskou populaci. V roce 2021 bylo u této populace oznámeno narození 7 mláďat.

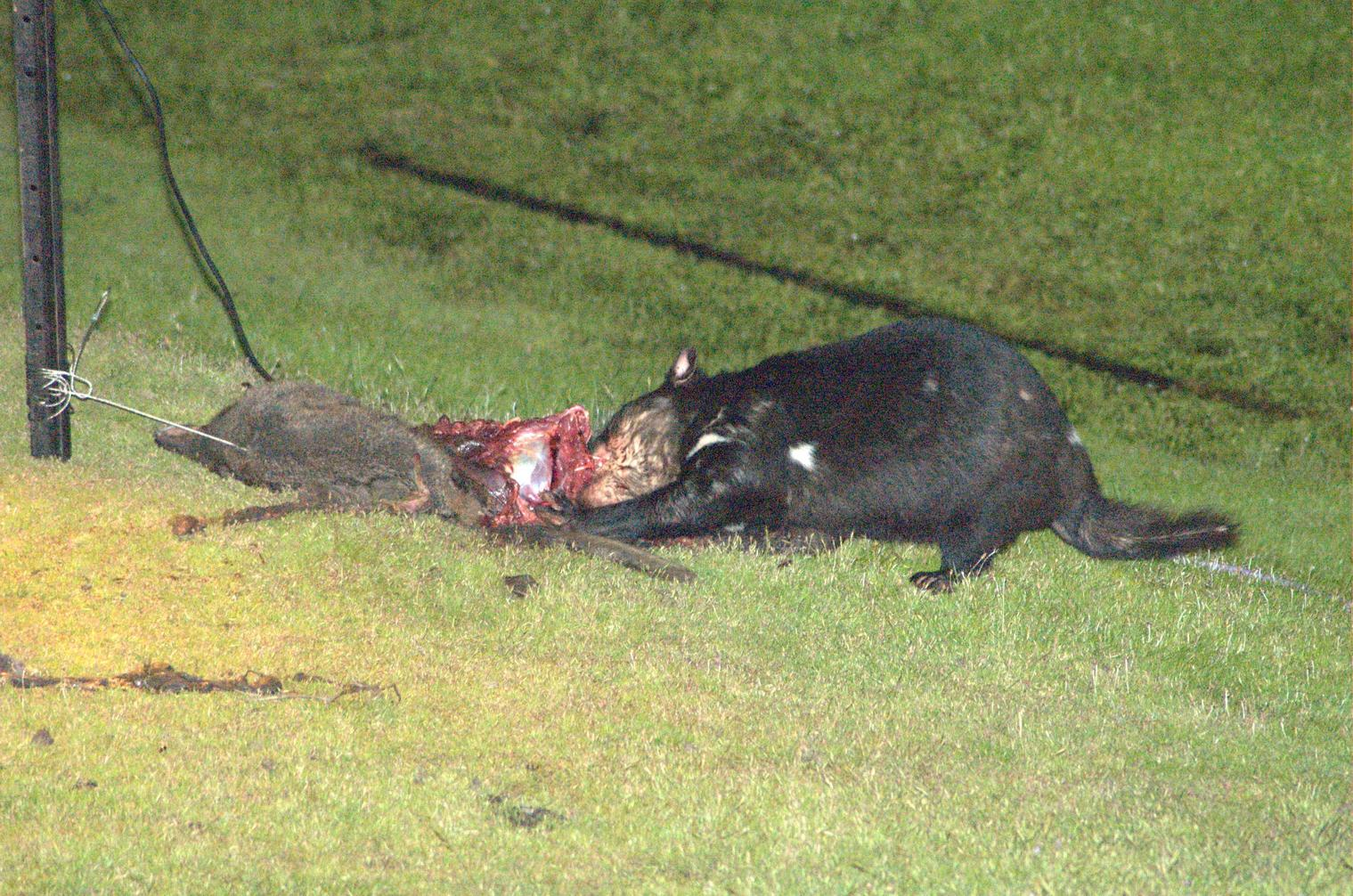
U mršiny klokana zabitého autem

Ačkoli dokáží ulovit i menší druhy klokanů, většinou využívají příležitosti a více než ulovená zvířata požírají mršiny. I když jeho oblíbenou kořistí je vombat, požírá všechny malé domorodé savce, domácí zvířata (i ovce), ptáky, ryby, hmyz, žáby a ještěry. Jejich strava se velmi liší podle obývaného místa. Průměrně denně sežerou asi 15% toho kolik sami váží, ale pokud se naskytne příležitost, dokáží sežrat až 40% toho co sami váží během půl hodiny. Mršiny likvidují kompletně; požírají i kosti a srst – tím si získávají náklonnost farmářů, protože rychlost, s níž v jejich tlamách mizí mršiny, zabraňuje rozšíření hmyzu, který by jinak mohl ohrožovat jejich chovy.
Požírání kořistí je pro toto zvíře společenskou událostí – chraptivý hřmot a poštěkávání až dvanácti jedinců, kteří se mohou sejít u jedné mršiny, se často nese několik kilometrů daleko. Studie identifikovaly dvacet různých pozic zaujímaných při přijímání potravy, mezi nimi i jejich slavné, hrůzostrašně vypadající zívání, a jedenáct odlišných zvuků používaných ke komunikaci během krmení se. Dominance je vyjadřována právě těmito postoji a zvuky, ačkoli boj se občas strhne. Nejagresivnější jsou dospělí samci, a jejich těla často nesou jizvy po bojích o jídlo nebo samici.

## Ochrana druhu
Poté, co s příchodem člověka na australské pevnině vyhynuli velcí masožraví vačnatci, byla Tasmánie jejich posledním útočištěm. Přežily ale pouze nejmenší a nejpřizpůsobivější druhy. Ještě před 600 lety (to jest 400 let před příchodem Evropanů) je ďábel medvědovitý fosíliemi doložen ze západu státu Victoria. Jejich vyhynutí je přičítáno psu dingo a lovu (jejich lebky bývají nalézány v kuchyňských odpadcích domorodců). V roce 1912 byl sice jeden jedinec usmrcen asi 90 km od Melbourne, s největší pravděpodobností se však jednalo o uprchlíka z domácího chovu; o jejich možném přežití na kontinentu se nicméně stále vedou debaty. Na Tasmánii, kam se dingo nikdy nedostal, draví vačnatci prosperovali až do příchodu Evropanů. Osud postihnuvší vakovlka je dobře znám; ďábel medvědovitý byl ovšem také ohrožen. První osadníci jedli jejich maso, jehož chuť popisovali jako podobnou telecímu.
Protože však věřili, že navíc ohrožuje jejich domácí zvířata, od roku 1830 se za každého jedince zabitého na obdělávané půdě vyplácela prémie. Za sto let se druh kvůli pastem a jedům ocitl na pokraji vyhubení. Po úhynu posledního vakovlka v roce 1936 bylo toto nebezpečí rozpoznáno a o pět let později se druh stal zákonem chráněným, což jeho populaci umožnilo pomalu se vzpamatovat.
V zaznamenané historii se objevují dvě obrovská snížení populace: 1909 a 1950, obě zřejmě zaviněná nějakou epidemickou chorobou. Současná populace se odhaduje na deset až sto tisíc kusů, podle údajů tasmánského ministerstva je počet dospělých kusů dvacet až padesát tisíc kusů (ca 2017). Hamish McCallum, jeden z vědců vedoucích výzkum současné epidemie rakoviny tváře odhaduje stav mezi dvaceti až pětasedmdesáti tisíci kusy.

### Rakovina tváře

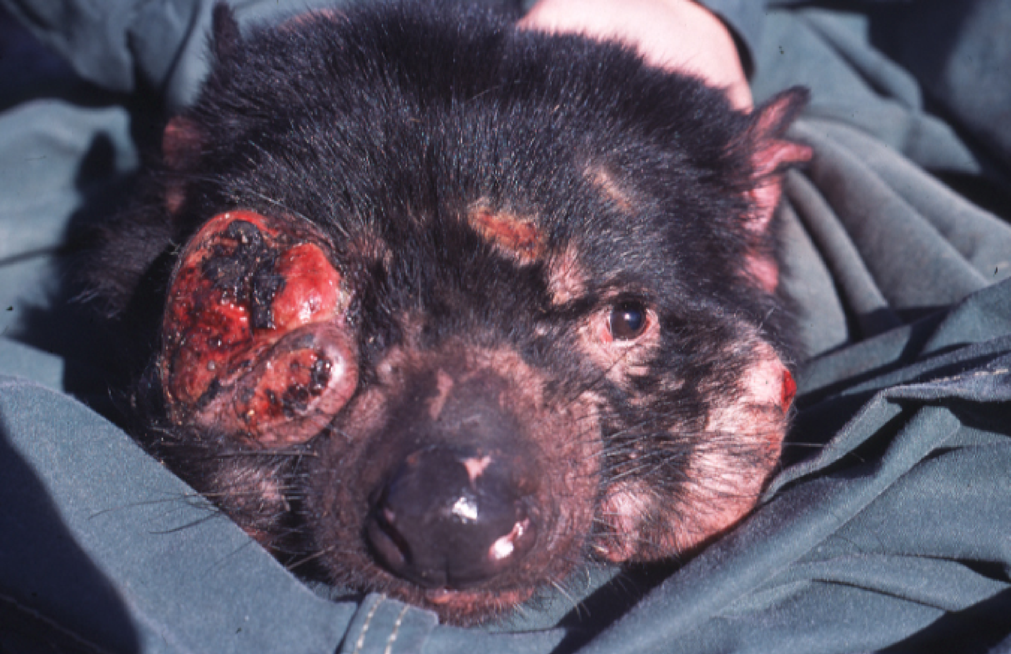
Nádor na tváři. Tvoří se v ústech a okolo nich, takže znemožňuje příjem potravy a dochází k smrti hladem.

Poprvé zaznamenána v roce 1995, rakovina tváře ďábla medvědovitého (devil facial tumour disease, DFTD) pustoší jeho současnou populaci. Došlo k dvaceti- až padesátiprocentnímu snížení počtu kusů, zasaženo je až 65 % Tasmánie. Smrtnost je 100%, smrt nastává po několika měsících vyhladověním zvířete.
Původně byl tento populární druh veden jako zranitelný (tasmánským výnosem z roku 1995, australským z roku 2006). IUCN původně vedla tento druh jako málo dotčený (1996), nyní už je druh veden jako ohrožený (od května 2008).
Divoká populace je monitorována kvůli mapování výskytu této choroby. Monitorování zahrnuje odchyt zvířat a opakované návštěvy lokalit. Výzkum zatím probíhá příliš krátce na to, aby se zjistilo něco jiného, než že krátkodobý dopad je hrozný. Cílem je zjistit, zda se populace dokážou vzpamatovat. Rovněž se z lokalit přemisťují již nemocní jedinci; terénní pracovníci doufají, že tímto opatřením pomohou ostatním jedincům dosáhnout let, kdy se budou moci rozmnožit.
Příčinou je přenos rakovinných buněk kontaktem v době páření, kdy samci bojují o samice. Rakovinné buňky se uchycují v ranách a začnou se množit. Genetickou analýzou bylo prokázáno, že se skutečně jedná o zmutovaný klon ďáblových buněk, vzniklý nedávno (pravděpodobně až v posledním desetiletí 20. století). Obdobná přenosná rakovina CTVT je také známa z pohlavních orgánů psa domácího. Vzhledem k tomu, že zatím neexistuje způsob, jak tuto jejich nemoc léčit, se opatření omezují na přemisťování nakažených jedinců a karanténu zdravých pro případ že by populace v divoké přírodě zcela vyhynula. Extrémně malá genová diverzita a chromozomální mutace jedinečné mezi savci způsobují, že ďábel medvědovitý je náchylný k této infekční rakovině.
Dvě „pojistné“ nenakažené populace se budují ve čtvrti Taroona (město Hobart), a na ostrově Maria u východního pobřeží Tasmánie. Rovněž zůstává v záloze chov v zajetí. Mizení ďábla medvědovitého je pro Tasmánii ekologický problém, neboť jeho populace v lesích je považována za důvod, proč se zatím nerozšířila liška obecná, ilegálně zavlečená do Tasmánie v roce 2001. V kontinentální Austrálii představuje liška jako invazní druh velký problém. Její rozšíření po Tasmánii by ďábla medvědovitého rovněž ohrozilo. Nedávný výzkum Sydneyské univerzity znovu ukázal, jak malá je genová rozmanitost tohoto druhu, což znovu vyvolává otázku možné degenerace populace znovuobnovené z nízkého počtu jedinců.
Nadějnou alternativou je chov ďábla medvědovitého v uzavřených rezervátech. Značných úspěchů svými programy na jejich záchranu zde dosáhly např. taková zařízení jako je Trowunna Wildlife Park respektive Devils at Cradle Wildlife Park, obě v severní Tasmánii nedaleko Launcestonu.

## V kultuře

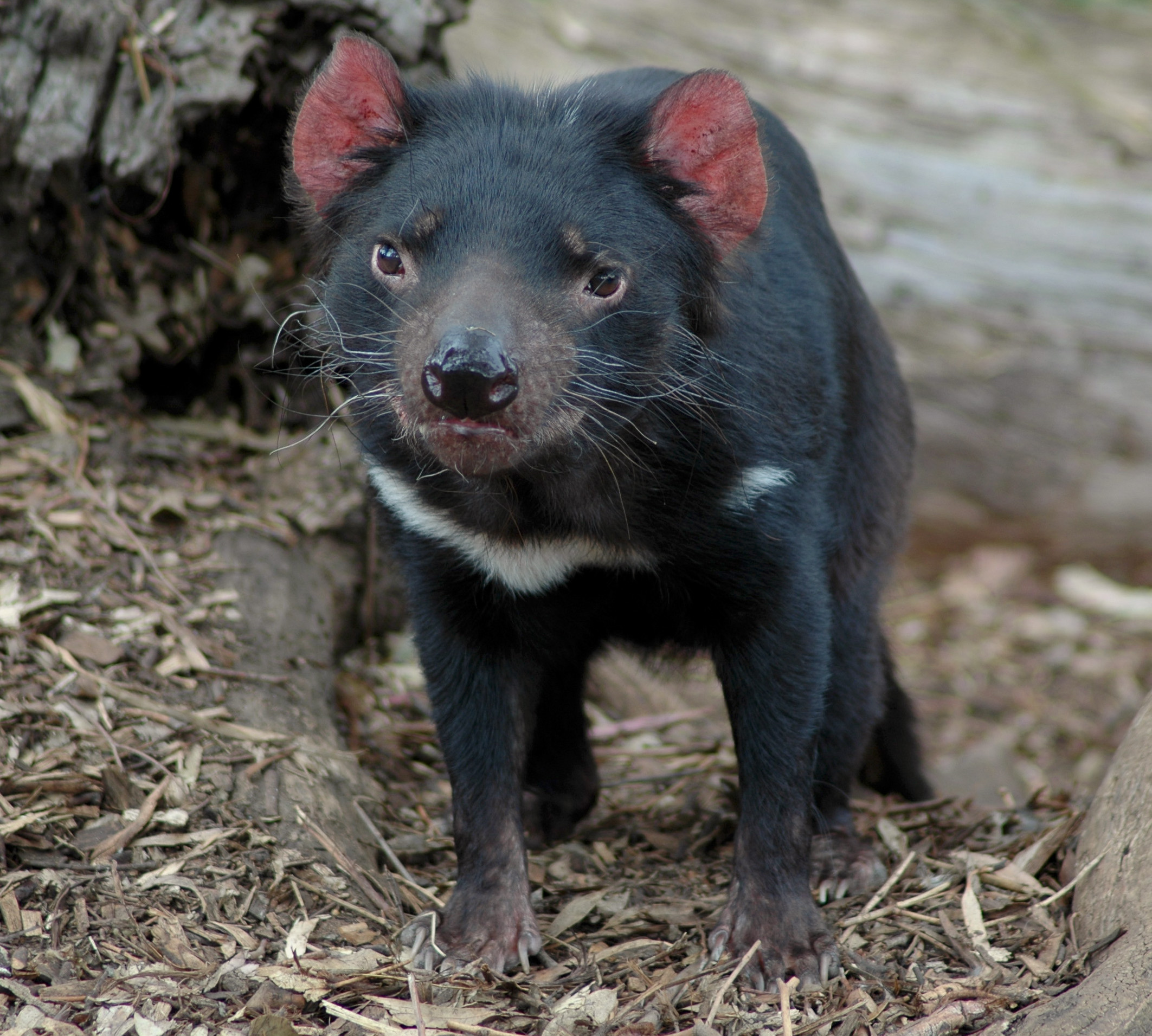
Při rozrušení uši zvířete zrudnou

Ďábel medvědovitý je nyní zvíře v Austrálii nesmírně populární; je symbolem Tasmánské správy národních parků a ochrany přírody. Existuje i klub australského fotbalu pojmenovaný po tomto zvířeti. Jako jedno ze šesti zvířat se objevil na jubilejní sadě dvousetdolarových mincí ražených v letech 1989-1994. Je to zvíře milované turisty, jak domácími, tak těmi ze zahraničí. Díky své jedinečné povaze se objevuje v mnoha dokumentech a vědecko-populárních dětských knihách. I u nás je známý „Taz“ z kreslených seriálů „Looney Tunes“, ačkoliv jeho chování je skutečnému zvířeti podobné převážně jen hlučností a apetitem. Původní pověsti o zuřivosti pocházejí zřejmě od bílých osadníků a od objevitele druhu, který napsal: „Zdají se nezkrotně divocí a vydávají hlasité štěkavé vrčení“. Tento popis je ovšem rázem postaven do správného světla, pokud si přečteme dodatek, že vědec držel pár zvířat „po celou řadu měsíců připoutaná k sobě v jedné kádi“! Zkušenosti však ukazují že jak mladí, tak staří jedinci (z odchytu) se snadno ochočí.

## Chov v zoo
Ďábel medvědovitý nesmí být ze země vyvážen, proto je k vidění převážně v australských zoo. Svého času jedinec chovaný mimo Austrálii uhynul ve Fort Wayne’s Children’s Zoo v roce 2004. Dnes je možné spatřit tasmánské čerty v novozélandské ZOO Auckland Archivováno 17. 12. 2014 na Wayback Machine.. V Evropě tvoří výjimku pár zaslaný kodaňské zoo při příležitosti narození prvního syna dánského krále Frederika X. a jeho ženy Mary, která je z Tasmánie. Tamnímu chovu se daří (první odchov 2013), a tak v roce 2017 putovali ďáblové také do dalších tří evropských zoo: Zoo Duisburg v Německu a belgických zoo Planckendael a Pairi Daiza. Od roku 2019 jsou chováni v Zooparcu de Beauval ve Francii, kde obdrželi odchovy z Kodaně. V závěru roku 2019 byli získáni též do Zoo Praha (pro návštěvníky k vidění od 2020), kam byla v rámci aktuálních chovů teprve jako do druhé evropské zoo dovezena zvířata přímo z Tasmánie.
V květnu 2020 tak byl tento druh chován pouze v šesti evropských zoo.

### Chov v Zoo Praha
Dne 10. července 2018 vydala Zoo Praha zprávu o zahájení stavby australské expozice v dolní části zoo s ďáblem medvědovitým jako vlajkovým druhem. V prosinci 2019 byl oznámen oficiální název expozičního celku: Darwinův kráter. Několik dní před tím – 3. prosince 2019 – dorazili do Zoo Praha čtyři jedinci ďáblů přímo z Tasmánie. Jednalo se o jednoho samce a tři samice původem z chovné stanice Cressy na Tasmánii:
- Sumac („Škumpa“): samec, narozen 5. 4. 2018
- Nutmeg („Muškátový oříšek“): samice, narozena 3. 4. 2018, nejméně bojácná a nejštíhlejší ze samic
- Aniseed („Anýz“): samice, narozena 5. 4. 2018, nejvíce plachá samice
- Laurel („Bobkový list“): samice, narozena 13. 3. 2018, nejtmavší ze skupiny

K vidění měli být od zahájení návštěvnické sezóny 28. března. Nakonec však v důsledku opatření proti šíření koronaviru nemoci covid-19 došlo dne 13. března k uzavření zoo a posunu plánovaného slavnostního otevření na 30. května 2020.
Dne 17. 3. 2020 byli ďáblové poprvé vypuštěni do velkého venkovního výběhu.
29. března roku 2022 uhynul Sumac na oběhově-pulmonální selhání, které pravděpodobně nastalo v důsledku poruchy funkce střeva.
Kvůli potížím spojeným mimo jiné také s vysokým věkem (šest let) byla 30. ledna 2024 uspána samice Laurel. V dubnu 2024 uhynula také samice Aniseed.
Ke zbývající samici Nutmeg se do pražského pavilonu Darwinův kráter v dubnu 2024 přesunuly z kodaňské zoo dvě nechovné samice ďábla medvědovitého jménem Castra a Caesia. Všechny tři samice byly spojeny do jedné skupiny v listopadu 2024. V listopadu 2024 pražská zoo také zveřejnila, že je v přípravě příjezd další skupiny z Tasmánie.
V prosinci 2024 přijela do Zoo Praha nová skupina čtyř ďáblů medvědovitých: samci Elrond a Durin (jedinec vážící 9 kg) a samice Faline a Sandra Dee. Tato zvířata pocházejí z australského chovného centra Aussie Ark. Zoo Praha skupinu tříletých a rozmnožování schopných jedinců (bez antikoncepčních implantátů) získala v rámci tasmánského vládního plánu „Save the Tasmanian Devil Program“ na záchranu tohoto druhu. Dokud nebude uděleno povolení k jejich rozmnožování, budou dvojice chovány odděleně. V expozici Darwinův kráter byli noví ďáblové představeni veřejnosti v únoru 2025.
Příběh ohrožení a ochrany tohoto druhu připomíná Zoo Praha v rámci kampaně Vzácní a jedineční.